# المجموعة الإقليمية للدرك الوطني
الفرقة الإقليمية. هي الوحدة القاعدية في سلاح الدرك الوطني يقودها ضابط صف يتولى تسيير وتنفيذ المهام المنوطة بالدرك الوطني يمتد إقليم اختصاصها عبر الإقليم الإداري للبلدية كما يمكن أن تغطي عدة بلديات. تتكفل الفرقة الإقليمية بالمراقبة العامة والمتواصلة لإقليم اختصاصها والطرقات العابرة له، تتلقى الشكاوى والتبليغات، تعاين الجرائم النصوص عليها في قانون العقوبات قانون القضاء العسكري والقوانيين الخاصة كما تبحث عن مرتكبيها وتقدمهم أمام الجهات القضائية المختصة.
يحارب الدرك الوطني، في مجال الشرطة القضائية، الإجرام والجريمة المنظمة، ويستعمل لهذا الغرض وسائل تحريات الشرطة العلمية والتقنية وخبرة الأدلة الجنائية حيث يمارس هذه المهمة طبقا لأحكام قانون الإجراءات الجزائية

## وصلات خارجية
- تعرف على المهام التي تقوم بها فرقة حماية الأحداث للدرك الوطني بولاية الجزائر على يوتيوب.